# 伊本·穆尔塔兹
伊本·穆尔塔兹（861年– 908年12月29日）是哈里发穆阿台茲的儿子以及诗人，他寫過有關文学理论和文学批评的著作。 
穆克塔菲去世后，他被人擁戴為阿拔斯王朝哈里发，但是他只當了一天就被推翻，随后他躲藏起来，最終被當局發現後又被绞死。